# Bihariosaurus bauxiticus
La datazione dei resti di questo dinosauro è incerta: alcuni li fanno risalire al Giurassico superiore, altri al Cretaceo inferiore o addirittura al Cretaceo superiore. In ogni caso le ossa, ritrovate in Romania, sono davvero frammentarie. Da quello che pare di capire, il bihariosauro (Bihariosaurus bauxiticus) era un dinosauro erbivoro di media grandezza (lungo forse 6 metri) appartenente agli ornitopodi.

## Un iguanodonte primitivo
Le sue caratteristiche piuttosto primitive lo avvicinano a quel gruppo di iguanodonti che include Camptosaurus, Draconyx e Kukufeldia. Bihariosaurus deve essere stato, con tutta probabilità, un semibipede dal corpo discretamente massiccio e dalla lunga testa bassa.